# Georges Vantongerloo
Georges Vantongerloo (Amberes, 24 de noviembre de 1886-París, 5 de octubre de 1965) fue un escultor, pintor abstracto, arquitecto y teórico belga, miembro fundador del grupo De Stijl.

## De Stijl
Influenciado por el cubismo y el futurismo, conoció a otros artistas influyentes, como Piet Mondrian y Theo van Doesburg, ambos figuras influyentes en el establecimiento del movimiento De Stijl, junto a Vilmos Huszár en 1917. También fue cofundador de la revista De Stijl.